# Patrick Staudacher
Patrick Staudacher (* 29. dubna 1980 Vipiteno) je italský lyžař, mistr světa v superobřím slalomu z roku 2007.

## Kariéra
V sedmnácti letech se stal juniorským mistrem Itálie, ale na mezinárodní scéně se prosazoval obtížněji. Ve světovém poháru bodoval poprvé v prosinci 2001, ale do první desítky se neprobojoval až do roku 2005.
Mezi jeho první úspěchy patřilo sedmé místo v kombinaci na zimních olympijských hrách 2002 v Salt Lake City.
V sezóně 2004-05 obsadil třetí místo v Evropském poháru v super-G, aniž by ale vyhrál aspoň jeden závod, a v další sezóně zaznamenal zlepšení i ve světovém poháru, když v super-G v Beaver Creeku v Coloradu obsadil deváté místo - poprvé v první desítce. Na zimních olympijských hrách 2006 v Turíně obsadil deváté místo ve sjezdu, kombinaci nedokončil.
Ani dál jeho vzestup nenapovídal senzačnímu úspěchu na mistrovství světa. Až v prosinci 2006 byl ve světovém poháru nejlépe pátý ve sjezdu v Bormiu, ale do titulu mistra světa nestál na stupních vítězů.
Superobří slalom na mistrovství světa v alpském lyžování 2007 v Aare byl dvakrát odložen kvůli počasí, což Staudacherovi pomohlo zotavit se lépe po nedávném pádu. Staudacher do něho startoval s číslem 16, které ho neřadilo mezi hlavní favority, ale nečekaně vybojoval zlatou medaili, první pro Itálii od vítězství slalomového krále Alberta Tomby v roce 1996 a 55 let od posledního italského vítězství v rychlostní disciplíně, v letech 1950 a 1952 vyhrál sjezd Zeno Coló.

## Soukromý život
Staudacher je policista. Jeho koníčkem je rocková hudba, je baskytaristou ve skupině Rockemon. V době mistrovství světa 2007 se skupina chystala vydat své první CD.